# 放出スペクトル
放出スペクトル（ほうしゅつスペクトル、英: emission spectrum）は、原子や分子が低いエネルギー準位に戻る時に放出する電磁波の周波数のスペクトルである。
それぞれの原子の放出スペクトルは固有のものであり、そのため分光法によって、未知の化合物に含まれる元素を同定することができる。同様に、分子の放出スペクトルは、物質の化学分析に用いることができる。

## 放出
物理学において、放出とは、高エネルギーの量子状態にある粒子が光子を放出して低い状態に遷移する過程のことである。放出される光の周波数は、遷移エネルギーの関数となる。エネルギーは保存されるため、2つの状態でのエネルギーの差は、光子によって持ち去られるエネルギーに等しい。遷移によるエネルギー状態の変化は、非常に広範囲の周波数を作りうる。例えば、原子や分子内での電子の状態のカップリングでは、可視光が放出される（そのため、この現象は蛍光や燐光と呼ばれる）。一方、原子殻の遷移では、高エネルギーのガンマ線が放出され、核スピン遷移では低エネルギーの電波が放出される。
物体の放出力は、その物体からどれだけの量の光が放出されるかを決める。またシュテファン＝ボルツマンの法則から、物体のその他の特性にも関係しているかもしれない。多くの物質では、放出の量は、温度とスペクトル組成で決まり、色温度やスペクトル線として現れる。多くの波長の正確な測定により、物質を同定することができる。
放射光の放出は、半古典的量子力学によって記述できる。粒子のエネルギー準位と間隔は量子力学によって決まり、光は、系の自然周波数と共鳴すると遷移を引き起こす電磁場の振動として扱われる。量子力学の問題は、時間依存の摂動理論を用いて扱われ、フェルミの黄金律として知られる一般的な結果を導く。この記述は後に量子電磁力学に取って代わられたが、多くの場合では、この半古典的考え方も有用である。

## 起源
原子中の電子が、例えば熱せられることによって励起すると、与えられたエネルギーが電子を高いエネルギー軌道に押し上げる。電子が軌道を落ちて励起状態を脱すると、エネルギーは光子の形で再放出される。光子の波長は、2つの状態間のエネルギーの差によって決まる。これらの放出光子は、その元素の放出スペクトルとなる。
元素の放出スペクトルである特定の色しか現れないという事実は、特定の周波数の光のみが放出されているということを意味する。それぞれの周波数は、次の式により、エネルギーの関数で表される。
{\displaystyle E_{\text{photon}}=h} {\displaystyle \nu ,}
ここで、Eは光子のエネルギー、νは周波数、hはプランク定数である。これにより、特定のエネルギーを持った光子のみが原子から放出されるということが分かる。放出スペクトルの原理により、ネオンサインの色や炎色反応が説明できる。
ある原子が放出し得る光の周波数は、電子が取り得る状態に
依存する。励起されると、電子は高いエネルギー準位に上り、基底状態に戻る時に光が放出される。

水素の放出スペクトル

上の図は、水素の可視光の放出スペクトルを表している。1つの水素原子だけが存在している場合には、1つの波長のみが観測される。サンプルには、様々な初期エネルギー状態を持つ多くの水素原子が存在し、異なったエネルギー状態に移るため、何本かのスペクトル線が見られる。

鉄の放出スペクトル

### 分子からの放射
上記で議論した電子の遷移と同様に、分子のエネルギーも回転、振動等によって変わってくる。これらのエネルギー遷移は、しばしばスペクトル帯として知られる近い間隔のスペクトル線の群を作る。

## 放出スペクトル分光法
光は、様々な波長の電磁放射から成り立っている。そのため、原子やその化合物を炎やアーク放電で加熱すると、光の形でエネルギーを放出し始める。分光計を用いてこの光を分析すると、不連続なスペクトルが得られる。分光計は、光の波長ごとの成分を分離するために用いられる機械である。一連の線となって見られるスペクトルは、線スペクトルと呼ばれ、また原子に由来することから原子スペクトルとも呼ばれる。それぞれの元素は、異なった原子スペクトルを持つ。元素が決まった原子スペクトルを作ることは、原子が特定の定まった量のエネルギーを放射することを意味する。これより、電子は任意の量のエネルギーを持つことはできず、特定の定まった量のエネルギーを持つという結論が得られる。
放出スペクトルは、周期表上の元素によって異なるため、物体の組成を決定するのに用いることができる。1つの例は、地球に届く光を分析して恒星の組成を同定する天体分光学である。いくつかの元素は、熱することでその放出スペクトルを裸眼でも見ることができる。例えば、白金線を硝酸ストロンチウム溶液に浸して炎の中に入れると、ストロンチウム原子は赤い色の光を放出する。同様に、銅を炎の中に入れると、炎は緑色になる。このような明確な特徴により、元素の同定が可能である。ただし、全ての放出光が裸眼で見える訳ではなく、紫外線や赤外線が含まれる場合もある。
放出スペクトル分光法は、原子や分子が励起状態から低いエネルギー準位に遷移する際に放出される光子の波長を測定する分光法である。それぞれの元素は、その電子配置に従って特徴的な離散波長の光を放出し、それらを観測することで、サンプルの元素組成を同定することが出来る。放出スペクトル分光法は19世紀後半に発展し、これを理論的に説明しようとする試みは、量子力学の誕生に繋がった。
原子を励起状態にする方法には様々なものがある。蛍光分光法では電磁放射、粒子線励起X線分析では光子やその他の重粒子、エネルギー分散型X線分析や蛍光X線分析では、電子やX線光子と相互作用させる。最も単純な方法はサンプルを熱する方法で、サンプル中の原子同士の衝突により、励起状態になる。この方法は、アンデルス・オングストロームが1850年代に離散輝線を初めて観測した時に行った方法でもある。
輝線は、量子化されたエネルギー準位間の遷移から出てくるものであり、また当初は非常に鋭く見えるものの、有限な幅を持ち、即ち1つ以上の波長から構成される。この線幅広がりには、多くの原因がある。

## 歴史
熱いガスの輝線は、オングストロームによって初めて観測され、デヴィッド・アルター、グスタフ・キルヒホフ、ロベルト・ブンゼンらによって技術が発展させられた。
詳細は、分光法を参照のこと。

## 放出係数
放出係数は、単位時間当たり1つの電磁波源が生み出す仕事率の係数であり、光の波長によって変化する。単位はms-3sr-1である。

### 光の散乱
トムソン散乱では、荷電粒子は入射する光の下で放射光を放出する。粒子は通常、電子であり、放出係数が適用される。
X dV dΩ dλが、単位時間当たり、単位体積dV、立体角dΩ、波長λからdλで散乱されるエネルギーだとすると、Xが放出係数となる。トムソン散乱でのXの値は、入射束、つまり荷電粒子の密度とそれらの断面積の微分によって予測される。

### 自発的放出
光子を放出する熱された物体は、その温度と合計放出仕事率に関係する単色の放出係数を持つ。この値は、「第2アインシュタイン係数」と呼ばれることもある。fufhgh